# Edward Earle
Edward Earle (16 de julio de 1882-15 de diciembre de 1972) fue un actor teatral, cinematográfico y televisivo de origen canadiense. En una carrera que duró desde los primeros años del siglo XX hasta 1966, él actuó en casi 400 producciones rodadas entre 1914 y 1956. 

## Biografía
Nacido en Toronto, Canadá, Edward Earle debutó en el teatro, (entre otros espectáculos, trabajó en el repertorio del vodevil) actuando principalmente en Canadá. En los Estados Unidos, país en el que se instaló de manera definitiva, actuó en una ocasión en el circuito de Broadway, en la ciudad de Nueva York, en una pieza representada en 1904.
En el cine, habitualmente fue actor de reparto, con papeles de reparto, interpretando algunos fuera de los títulos de crédito. En total, contribuyó a más de 400 producciones estadounidenses, estrenada la primera de ellas en 1913. Entre las más destacadas figuran The Wind (de Victor Sjöström, 1928, con Lillian Gish y Lars Hanson), Spite Marriage (de Edward Sedgwick y Buster Keaton, 1929, con Buster Keaton y Dorothy Sebastian), Her Jungle Love (de George Archainbaud, 1938, con Dorothy Lamour y Ray Milland), o The Harvey Girls (de George Sidney, 1946, con Judy Garland y John Hodiak). Sus últimas tres películas se estrenaron en 1956, siendo una de ellas Never Say Goodbye, de Jerry Hopper, con Rock Hudson y Cornell Borchers.
Para la televisión americana, Edward Earle colaboró en veinte series, emitidas entre 1951 y 1966, destacando su trabajo en Broken Arrow.
Edward Earle falleció en Los Ángeles, California, en 1972, a los 90 años de edad. Fue enterrado en California.

## Teatro
- 1904 : The Triumph of Love, de Martha Morton

## Selección de su filmografía

### Cine

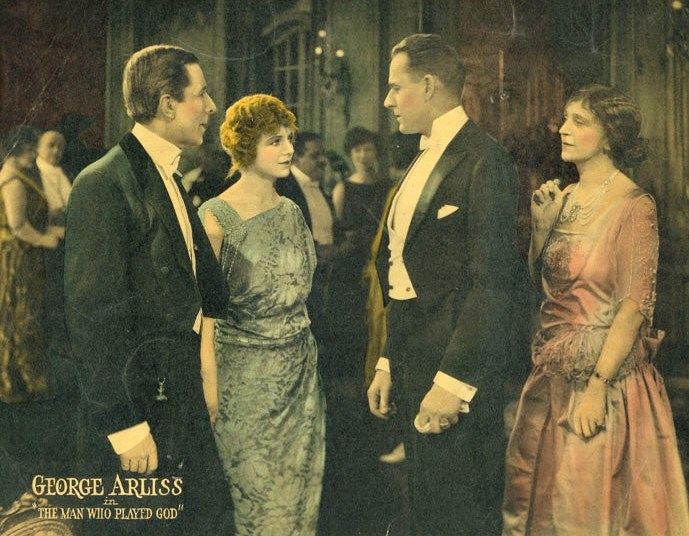
De izq. a d. : George Arliss, Ann Forrest, Edward Earle y Effie Shannon en The Man Who Played God (1922)

- 1913 : An Hour Before Dawn, de J. Searle Dawley
- 1917 : God's Man, de George Irving
- 1918 : The Blind Adventure, de Wesley Ruggles
- 1919 : His Bridal Night, de Kenneth S. Webb
- 1920 : The Law of the Yukon, de Charles Miller
- 1921 : Passion Fruit, de John Ince
- 1922 : The Man Who Played God, de F. Harmon Weight
- 1922 : The Streets of New York, de Burton L. King
- 1923 : Broadway Broke, de J. Searle Dawley
- 1924 : The Family Secret, de William A. Seiter
- 1925 : The Splendid Road, de Frank Lloyd
- 1926 : Irene, de Alfred E. Green
- 1927 : Spring Fever, de Edward Sedgwick
- 1927 : Twelve Miles Out, de Jack Conway
- 1928 : The Wind, de Victor Sjöström
- 1929 : Spite Marriage, de Edward Sedgwick y Buster Keaton
- 1930 : Second Honeymoon, de Phil Rosen
- 1931 : Forgotten Women, de Richard Thorpe
- 1933 : The Prizefighter and the Lady, de W. S. Van Dyke
- 1934 : Little Miss Marker, de Alexander Hall
- 1934 : He Was her Man, de Lloyd Bacon
- 1935 : Sublime obsesión, de John M. Stahl
- 1935 : The Miracle Ritter, de B. Reeves Eason y Armand Schaefer (serial)
- 1936 : The Luckiest Girl in the World, de Edward Buzzell
- 1936 : Adventure in Manhattan, de Edward Ludwig
- 1937 : Un día en las carreras, de Sam Wood
- 1937 : Artists and Models, de Raoul Walsh
- 1937 : Wells Fargo, de Frank Lloyd
- 1938 : Her Jungle Love, de George Archainbaud
- 1938 : The Rage of Paris, de Henry Koster
- 1938 : You Can't Take It With You, de Frank Capra
- 1939 : Second Fiddle, de Sidney Lanfield
- 1939 : Mr. Smith Goes to Washington, de Frank Capra
- 1940 : Black Friday, de Arthur Lubin
- 1940 : I Love You Again, de W. S. Van Dyke
- 1940 : Angels Over Broadway, de Ben Hecht y Lee Garmes
- 1941 : Meet John Doe, de Frank Capra
- 1942 : Wake Island, de John Farrow
- 1943 : Los verdugos también mueren, de Fritz Lang
- 1943 : The Dancing Masters, de Malcolm St. Clair
- 1943 : Jack London, de Alfred Santell
- 1944 : Wilson, de Henry King
- 1944 : Practically Yours, de Mitchell Leisen
- 1946 : El cartero siempre llama dos veces, de Tay Garnett
- 1946 : The Harvey Girls, de George Sidney
- 1946 : Dark Alibi, de Phil Karlson
- 1946 : Los mejores años de nuestra vida, de William Wyler
- 1947 : The Beginning or the End, de Norman Taurog
- 1947 : Ride the Pink Horse, de Robert Montgomery
- 1948 : River Lady, de George Sherman
- 1948 : Words and Music, de Norman Taurog
- 1949 : The Gal Who Took the West, de Frederick De Cordova
- 1952 : The Raiders, de Lesley Selander
- 1952 : Hangman's Knot, de Roy Huggins
- 1953 : The Lawless Breed, de Raoul Walsh
- 1953 : The Mississippi Gambler, de Rudolph Maté
- 1953 : The Stranger Wore a Gun, de André De Toth
- 1954 : Sign of the Pagan, de Douglas Sirk
- 1954 : Three Hours to Kill, de Alfred L. Werker
- 1955 : One Desire, de Jerry Hopper
- 1956 : Never Say Goodbye, de Jerry Hopper
- 1956 : The She Creature, de Edward L. Cahn
- 1956 : Los diez mandamientos, de Cecil B. DeMille

### Televisión
- 1953-1956 : You Are There, 4 episodios
- 1954 : I Led Three Lives, temporada 2, episodio 15 "Rest Home" (season 2, episode 15)
- 1954 : Annie Oakley, temporada 1, episodio 2 "Annie Trusts a Convict"
- 1954 : My Little Margie, temporada 4, episodio 13 "Vern's Winter Vacation"
- 1955 : Science Fiction Theatre, temporada 1, episodio 37 "Sound of Murder"
- 1956 : Broken Arrow, temporada 1, episodio 11 The Conspirators
- 1958 : M Squad, temporada 1, episodio 25 "The Chicago Bluebeard"
- 1960 : The Texan, temporada 2, episodio 32 "The Nomad" *1966 : Camera Three, temporada 11, episodio 22 "In Search of Ezra Pound: Part 1"